# Маркиз де ла Вилья-де-Сан-Роман
Маркиз де ла Вилья-де-Сан-Роман — испанский дворянский титул. Он был создан 2 ноября 1614 года под названием «маркиз де Сан-Роман» королем Испании Филиппом III для Антонио Санчо Давилы де Толедо и Колонны (1590—1666), 3-го маркиза де Велада, сеньора де Сан-Роман, президента Военного совета и губернатора Орана.
В 1916 году титул маркиза де Сан-Роман был переименован в маркиз де ла Вилья-де-Сан-Роман. В 1917 году король Испании Альфонсо XIII пожаловал титул маркизы де ла Вилья-де-Сан-Роман для Марии де лос Долорес де Бустос и Руис де Араны (1894—1968), которая стала 12-й маркизой де ла Вилья-де-Сан-Роман.

## Маркизы де ла Вилья-де-Сан-Роман
|                                                                | Титул                                                      | Период                                               |
| Креация создана королем Испании Филиппом III                   | Креация создана королем Испании Филиппом III               | Креация создана королем Испании Филиппом III         |
| Маркизы де Сан-Роман (средневековое название титула)           | Маркизы де Сан-Роман (средневековое название титула)       | Маркизы де Сан-Роман (средневековое название титула) |
| -------------------------------------------------------------- | ---------------------------------------------------------- | ---------------------------------------------------- |
| I                                                              | Антонио Санчо Давила де Толедо и Колонна                   | 1614-1666                                            |
| II                                                             | Антонио Педро Санчо Давила и Осорио                        | 11666-1689                                           |
| III                                                            | Анна Давила и Осорио                                       | 1689-1692                                            |
| IV                                                             | Мельчор де Гусман Осорио Давила и Манрике де Суньига       | 1692-1710                                            |
| V                                                              | Анна Николаса де Гусмани Кордова Осорио Давила             | 1710 — ?                                             |
| VI                                                             | Вентура Антонио Осорио де Москосо и Гусман Давила и Арагон | ? — 1746                                             |
| VII                                                            | Вентура Осорио де Москосо и Фернандес де Кордова           | 1746-1776                                            |
| VIII                                                           | Висенте Хоакин Осорио де Москосо и Гусман                  | 1776-1816                                            |
| IX                                                             | Висенте Изабель Осорио де Москосо и Альварес де Толедо     | 1816-1837                                            |
| X                                                              | Висенте Пио Осорио де Москосо и Понсе де Леон              | 1837-1864                                            |
| XI                                                             | Хосе Мария Осорио де Москосо и Карвахаль                   | 1864-1881                                            |
| Креация восстановлена королем Испании Альфонсо XIII            |                                                            |                                                      |
| Маркизы де ла Вилья-де-Сан-Роман (современное название титула) |                                                            |                                                      |
| XII                                                            | Мария де лос Долорес де Бустос и Руис де Арана             | 1917-1968                                            |
| XIII                                                           | Мария дель Перпетуо Сокорро Осорио де Москосо и Рейносо    | ? — 1976                                             |
| XIV                                                            | Мария дель Пилар Палома де Казанова-Карденас и Барон       | 1976 — н.в.                                          |

## История маркизов де ла Вилья-де-Сан-Роман
- Антонио Санчо Давила де Толедо и Колонна[исп.] (15 января 1590 — 25 августа 1666), 1-й маркиз де Сан-Роман (титул «маркиз де ла Вилья-де-Сан-Роман» появился в 1917 году), 3-й маркиз де Велада. Единственный сын Гомеса Давилы и Толедо (? — 1599), 2-го маркиза де Велада, и Анны де Толедо и Колонны.
  - Супруга — Констанса Пилар Осорио и Манрике де Лара, дочь Педро Альвареса де Толедо, 8-го маркиза де Асторга, 9-го графа де Трастамара, 8-го графа де Санта-Марта-де-Ортигейра, 9-го графа де Вильялобос. Ему наследовал их сын:

- Антонио Педро Санчо Давила и Осорио[исп.] (ок. 1615 — 27 февраля 1689), 2-й маркиз де Сан-Роман 4-й маркиз де Велада, 10-й маркиз де Асторга, 11-й граф де Трастамара, 9-й граф де Санта-Марта-де-Ортигейра, гранд Испании, 12-й сеньор де Вильялобос, 11-й сеньор де Гуадамора, сеньор де ла Вентоса, 6-й сеньор де Вильянуэва, вице-король и генерал-капитан Валенсии (1664—1666), вице-король и генерал-капитан Неаполя (1672—1675), главный майордом королевы-матери Марии-Луизы, генерал-капитан артиллерии и член государственного совета.
  - Супруга — Хуана Мария де Веласко и Осорио, 3-я маркиза де Салинас-дель-Рио-Писуэрга, дочь Луиса де Веласко и Ибарра, 2-го маркиза де Салинас-дель-Рио-Писуэрга, и Анны Осорио Манрике. Первый брак был бездетным.
  - Супруга — Анна Мария де Гусман и Сильва, 3-я графиня де Сальтес, дочь Родриго Переса де Гусмана и Сильвы Мендосы, 1-го графа де Сальтес, и Брианды де Суньиги Гусман Сотомайор и Суньиги, 6-й маркизы де Аямонте. Второй брак был бездетным.
  - Супруга — Мария Пиментель и Фахардо, дочь Хуана Франсиско Алонсо-Пиментеля и Понсе де Леона, 10-го графа-герцога де Бенавенте. Третий брак также оказался бездетным. Ему наследовала его сестра:

- Анна Давила и Осорио (ок. 1585 — 20 июля 1692), 3-я маркиза де Сан-Роман, 5-я маркиза де Велада, 11-я маркиза де Асторга, 12-я графиня де Трастамара, 10-я графиня де Санта-Марта-де-Ортигейра, трижды грандесса Испании, 13-я сеньора де Вильялобос
  - Супруг — Мануэль Луис де Гусман и Суньига, 4-й маркиз де Вильяманрике и 7-й маркиз де Аямонте. Ей наследовал их сын:

- Мельчор де Гусман Осорио Давила Манрике де Суньига (? — 15 апреля 1710), 4-й маркиз де Сан-Роман, 6-й маркиз де Велада, 12-й маркиз Асторга, 5-й маркиз де Вильяманрике, 8-й маркиз де Аямонте, 13-й граф де Трастамара, 12-й граф де Санта-Марта-де-Ортигейра, граф де Вильялобос, 5-й граф де Сальтес, 14-й граф де Ньева, граф де Мансанарес.
  - Супруга — Анна Антония Базилиса де ла Серда (1662—1679), дочь Хуана Франсиско де ла Серды и Энрикеса де Риберы, 8-го герцога де Мединасели, и Каталины де Арагон Сандоваль Фольк де Кардоны и Кордовы, 8-й герцогини де Сегорбе. Первый брак был бездетным.
  - Супруга — Мария Анна Фернандес де Кордова и Фигероа (1660—1711), дочь Луиса Игнасио Фернандеса де Кордовы и Энрикеса де Риберы, 6-го герцога де Ферия и 6-го маркиза де Прьего. Ему наследовала его дочь от второго брака:

- Анна Николаса де Гусман и Кордова Осорио Давила (1692—1762), 5-я маркиза де Сан-Роман, 4-я герцогиня де Атриско, 5-я герцогиня Медина-де-лас-Торрес, 13-я маркиза де Асторга, 6-я маркиза де Вильяманрике, 9-я маркиза де Аямонте, 14-я графиня де Трастамара, 6-я графиня де Сальтес, 15-я графиня де Ньева, 13-я графиня де Санта-Марта-де-Ортигейра, 14-я графиня де Вильялобос, 7-я маркиза де Велада.
  - Супруг — Антонио Гаспар Осорио де Москосо Бенавидес (1689—1725), также известен как Осорио де Москосо и Арагон, 9-й граф де Альтамира, 11-й граф де Монтеагудо, 7-й маркиз де Альмасан, 7-й граф де Лодоса, 8-й маркиз де Поса, 3-й маркиз де Мората-де-ла-Вега, 5-й герцог де Санлукар-ла-Майор, 4-й маркиз де Леганес, 7-й граф де Арзаркольяр. Ей наследовал их сын:

- Вентура Антонио Осорио де Москосо и Гусман Давила и Арагон (1707 — 29 марта 1746), 6-й маркиз де Сан-Роман, 8-й маркиз де Велада, 6-й герцог Санлукар-ла-Майор, 6-й герцог Медина-де-лас-Торрес, 14-й маркиз Асторга, 8-й маркиз де Альмасан, 9-й маркиз де Поса, 4-й маркиз де Мората-де-ла-Вега, 5-й маркиз де Майрена, 10-й маркиз де Аямонте, 7-й маркиз де Вильяманрике, 4-й маркиз де Монастерио, 5-й маркиз де Леганес, 13-й граф де Монтеагудо, 10-й граф де Альтамира, 8-й граф де Лодоса, 8-й граф де Арзаркольяр, 14-й граф де Трастамара, 8-й граф де Сальтес, 16-й граф де Ньева и 15-й граф де Санта-Марта-де-Ортигейра.
  - Супруга — Буэнавентура Франсиска Фернандес де Кордова Фольк де Кардона Рекесенс и де Арагон (1712—1768), 11-я герцогиня де Сесса, 11-я герцогиня де Терранова, 11-я герцогиня де Сантанджело, 10-я герцогиня де Андриа, 9-я герцогиня де Баэна, 15-я графиня де Кабра, 16-я графиня де Паламос, 10-я графиня де Оливето, 16-я графиня де Тривенто, 25-я баронесса де Бельпуч, 10-я баронесса де Калонже, баронесса де Линьола и 15-я виконтесса де Иснахар. Ему наследовал их сын:

- Вентура Осорио де Москосо и Фернандес де Кордова (1731 — 6 января 1776), 7-й маркиз де Сан-Роман, 9-й маркиз де Велада, 5-й герцог Атриско, 15-й маркиз Асторга, 16-й граф Кабра, 7-й герцог Санлукар-ла-Майор, 7-й герцог Медина-де-лас-Торрес, 12-й герцог Сесса, 9-й герцог Баэна, 10-й герцог де Сома, 6-й маркиз де Леганес, 9-й маркиз де Альмасан, 10-й маркиз де Поса, 5-й маркиз де Мората-де-ла-Вега, 6-й маркиз де Майрена, 13-й маркиз де Аямонте, 8-й маркиз де Вильяманрике, 5-й маркиз де Монастерио, 14-й граф де Монтеагудо, 9-й граф де Лодоса, 9-й граф де Арзаркольяр, 17-й граф де Ньева, 11-й граф де Альтамира, 8-й граф де Сальтес, 15-й граф де Трастамара, 16-й граф де Санта-Марта-де-Ортигейра, 17-й граф де Паламос, 11-й граф ди Оливето, 17-й граф ди Авеллино, 17-й граф ди Тривенто, 14-й виконт де Иснахар, 26-й барон де Бельпуч, 11-й барон де Калонже и барон де Линьола.
  - Супруга — Мария де ла Консепсьон де Гусман и Фернандес де Кордова (1730—1776), дочь Хосе де Гусмана и Гевары, 6-го маркиза де Монтеалегре, 6-го маркиза де Кинтан-дель-Марко, графа де Кастронуэво, графа де лос Аркос, 12-го графа де Оньяте, графа де Вильямедьяна, маркиза де Кампо-Реаль, маркиза де Гевары, и Марии Феличе Фернандес де Кордовы и Спинолы, дочери Николаса Марии Фернандеса де Кордовы и Фигероа, 10-го герцога де Мединасели и 9-го маркиза де Прьего. Ему наследовал их сын:

- Висенте Хоакин Осорио де Москосо и Гусман[исп.] (17 января 1756 — 26 августа 1816), 8-й маркиз де Сан-Роман, 6-й герцог Атриско, 8-й герцог Санлукар-ла-Майор, 8-й герцог Медина-де-лас-Торрес, 11-й герцог Баэна, 14-й герцог Сесса, 12-й герцог де Сома, 15-й герцог Македа, 16-й маркиз  Асторга, 7-й маркиз де Леганес, 14-й маркиз де Аямонте, 11-й маркиз де Поса, 9-й маркиз де Вильяманрике, 10-й маркиз де Велада, 10-й маркиз де Альмасан, 6-й маркиз де Мората-де-ла-Вега, 16-й маркиз де Эльче, 6-й маркиз де Монастерио, 7-й маркиз де Майрена, 18-й граф де Паламос, 10-й граф де Лодоса, 10-й граф де Арзаркольяр, 17-й граф де Санта-Марта-де-Ортигейра, 16-й граф де Трастамара, 17-й граф де Кабра, 15-й граф де Монтеагудо, 17-й граф де Вильялобос, 18-й граф де Ньева, 12-й граф де Альтамира, 9-й граф де Сальтес, 27-й барон де Бельпуч, 15-й виконт де Иснахар.
  - Супруга — Мария Игнасия Альварес де Толедо и Гонзага Караччоло (1757—1795), дочь Антонио Марии Хосе Альвареса де Толедо и Переса де Гусмана, 10-го маркиза де Вильяфранка и де лос Велес, и Марии Антонии Доротеи Синфоросы Гонзага и Караччоло.
  - Супруга — Мария Магдалена Фернандес де Кордова и Понсе де Леон (1780—1830), дочь Хоакина Фернандеса де Кордовы, 3-го маркиза де ла Пуэбла-де-лос-Инфантес, и Бригиды Магдалены Понсе де Леон и Давилы. Ему наследовал его сын от первого брака:

- Висенте Изабель Осорио де Москосо и Альварес де Толедо[исп.] (19 ноября 1777 — 31 августа 1837), 9-й маркиз де Сан-Роман, 7-й герцог де Атриско, 10-й герцог Санлукар-ла-Майор, 9-й герцог Медина-де-лас-Торрес, 15-й герцог Сесса, 13-й герцог де Сома, 16-й герцог де Македа, 12-й герцог Баэна, 17-й маркиз Асторга, 8-й маркиз де Леганес, 15-й маркиз де Аямонте, 10-й маркиз де Вильяманрике, 12-й маркиз де Поса, 7-й маркиз де Мората-де-ла-Вега, 7-й маркиз де Монастерио, 8-й маркиз де Майрена, 17-й маркиз де Эльче, 11-й маркиз де Велада, 11-й маркиз де Альмасан, 18-й граф Кабра, 19-й граф де Паламос, 18-й граф де Вильялобос, 10-й граф де Сальтес, 16-й виконт де Иснахар.
  - Супруга — Мария дель Кармен Понсе де Леон и Карвахаль (1780—1813), 9-я маркиза де Кастромонте, 5-я герцогиня де Монтемар, 9-я графиня де Гарсиэс, дочь Антонио Марии Понс де Леона Давилы и Каррильо де Альборноса, 4-го герцога де Монтемар, 8-го маркиза де Кастромонте, 5-го графа де Валермосо, 4-го графа де Гарсиэс, и Марии дель Буэн Консехо Карвахаль и Гонзага, дочери Мануэля Бернардино де Карвахаля и Суньиги, 6-го герцога де Абрантес, 5-го герцога де Линарес. Ему наследовал их сын:

- Висенте Пио Осорио де Москосо и Понсе де Леон[исп.] (11 июля 1801 — 22 февраля 1864), 10-й маркиз де Сан-Роман, 8-й герцог Атриско, 11-й герцог Санлукар-ла-Майор, 10-й герцог Медина-де-лас-Торрес, 16-й герцог де Сесса, 14-й герцог де Сома, 13-й герцог Баэна, 17-й герцог Македа, 6-й герцог Монтемар, 18-й маркиз Асторга, 9-й маркиз де Леганес, 9-й маркиз де Кастромонте, 16-й маркиз де Аямонте, 11-й маркиз де Вильяманрике, 12-й маркиз де Альмасан, 13-й маркиз де Поса, 8-й маркиз де Мората, 9-й маркиз де Майрена, 18-й маркиз де Эльче, 8-й маркиз де Монастерио, 12-й маркиз де Монтемайор, 10-й маркиз дель-Агила, 20-й граф де Паламос, 12-й граф де Лодоса, 10-й граф де Гарсиэс, 11-й граф де Арзаркольяр, 19-й граф де Вильялобос, 19-й граф де Ньева, 11-й герцог де Сальтес, 12-й маркиз де Велада, 6-й граф де Валермосо, граф де Кантильяна, 16-й граф де Монтеагудо, 14-й граф де Альтамира, 19-й граф де Кабра, граф де Трастамара, граф де Санта-Марта-де-Ортигейра, 17-й виконт де Иснахар, барон де Бельпуч и граф ди Оливето.

Супруга — Мария Луиза де Карвахаль и де Керальт (1804—1843), дочь Хосе Мигеля де Карвахаля Варгаса и Манрике де Лара, 2-го герцога де Сан-Карлос, вице-короля Наварры, и Марии Эулалии де Керальт и Сильвы. Ему наследовал их сын:
- Хосе Мария Осорио де Москосо и Карвахаль-Варгас (12 апреля 1828 — 4 ноября 1881), 11-й маркиз де Сан-Роман, 19-й маркиз де Асторга, 20-й граф Кабра, гранд Испании, 16-й герцог Сесса, 6-й герцог Монтемар, 9-й герцог Атриско, 10-й маркиз де Леганес, 14-й граф де Альтамира, 8-й маркиз дель Агила, 9-й маркиз де Мората-де-ла-Вега, 19-й граф Трастамара, кавалер Ордена Алькантара (1844).
  - Супруга — Мария Луиза Тереза де Бурбон и Бурбон-Сицилийская (1824—1900), инфанта Испании, дочь Франсиско де Паулы де Бурбона, герцога Кадисского, и принцессы Луизы Карлоты Бурбон-Сицилийской.

Креация восстановлена в 1917 году, титул переименован в «Маркиз де ла Вилья-де-Сан-Роман»:
- Мария де лос Долорес де Бустос и Руис де Арана (26 января 1894 — 26 июня 1968), 12-я маркиза де ла Вилья-де-Сан-Роман. Дочь Альфонсо де Бустоса и Бустоса (1861—1928), 9-го маркиза де Корвера, и Марии Изабель Руис де Арана и Осорио де Москосо (род. 1865), 22-й графини де Ньева и графини де Оливето, внучка Хосе Марии Руиса де Арана и Сааведра (1826—1891), 8-го графа де Севилья-ла-Нуэва и виконта де Мамблас, и Марии Розалии Осорио де Москосо (1840—1918), 14-й герцогини де Баэна, 10-й маркизы де Кастромонте, графини де Ньева и графини де Гарсиэс, правнучка Висенте Пио Осорио де Москосо и Понсе де Леона, 8-го герцога де Атриско и 10-го маркиза де Сан-Роман. Бездетна, ей наследовала:

- Мария дель Перпетуо Сокорро Осорио де Москосо и Рейносо (30 июня 1899 — 20 октября 1980), 13-я маркиза де ла Вилья-де-Сан-Роман, 20-я герцогиня де Сесса, 20-я герцогиня де Македа, 4-я герцогиня де Сантанджело, 17-я маркиза де Аямонте, 24-я графиня де Кабра, 20-я маркиза де Асторга, 13-я маркиза дель Агила, маркиза де Эльче, графиня де Трастамара, графиня де Ньева, 18-я графиня де Прьего, графиня де Лодоса, 12-я графиня де Фуэнклара.
  - Супруг — Леопольдо Барон и Торрес. Ей наследовала их дочь:
    - Мария де лос Долорес Барон и Осорио де Москосо (1917—1989), 21-я герцогиня де Македа, маркиза де Монтемайор, 14-я маркиза дель Агила, графиня де Валермосо, графиня де Монтеагудо-де-Мендоса, баронесса де Линьола.
      - Супруг — Бальтасар де Казанова-Карденас и де Феррер. Ей наследовала их дочь:

- Мария дель Пилар Палома де Казанова-Карденас и Барон (род. 11 мая 1947), 14-я маркиза де ла Вилья-де-Сан-Роман, 22-я герцогиня де Македа, 24-я маркиза де Асторга, 19-я маркиза де Аямонте, 23-я маркиза де Эльче, 26-я графиня де Кабра, графиня де Валермосо, графиня де Монтеагудо-де-Мендоса, баронесса де Линьола, грандесса Испании.
  - Супруг с 1975 года Франсиско Хосе Лопес Бесерра де Соле и Мартин де Варгас, сеньор дель Солар-де-Техада, адвокат. У супругов трое детей:
    - Мария де ла Соледад Симитрия Лопес Бесерра и Казанова (1976—2009), 10-я маркиза де ла Вега-де-ла-Сагра, супруг — Хавьер Линарес и де Медина из дома маркизов де Мехорада.
    - Альваро Лопес де Бесерра и де Казанова (род. 1978), 27-й граф де Кабра, 4-й маркиз де Бельфуэрте, 19-й виконт де Иснахар, гранд Испании, женат на Марии Анне Панкорбо и де Рато, внучка графа Дюкен.
    - Менсия Лопес де Бесерра и де Казанова (род. 1988), маркиза дель Сенете, грандесса Испании, супруг — Франсиско Хавьер де Сааведра и Родригес-Поматта.